# Urnes-Stil

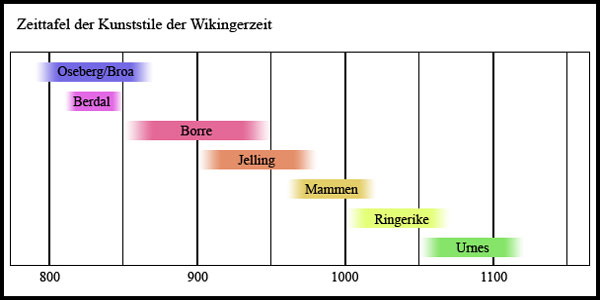
Kunststile der Wikingerzeit

Der Urnes-Stil ist die späteste Stilrichtung der Wikingerzeit. Erste Arbeiten im Urnes-Stil finden sich in der zweiten Hälfte des 11. Jahrhunderts, als die Wikingerkunst noch stark vom vorausgehenden Ringerike-Stil beeinflusst war. Der Urnes-Stil blieb bis zum Beginn des 12. Jahrhunderts in Gebrauch. Kennzeichnend für den Stil sind feinlinige, ineinander verflochtene Tierdarstellungen (drakslingor, dt. Drachenschlingen).

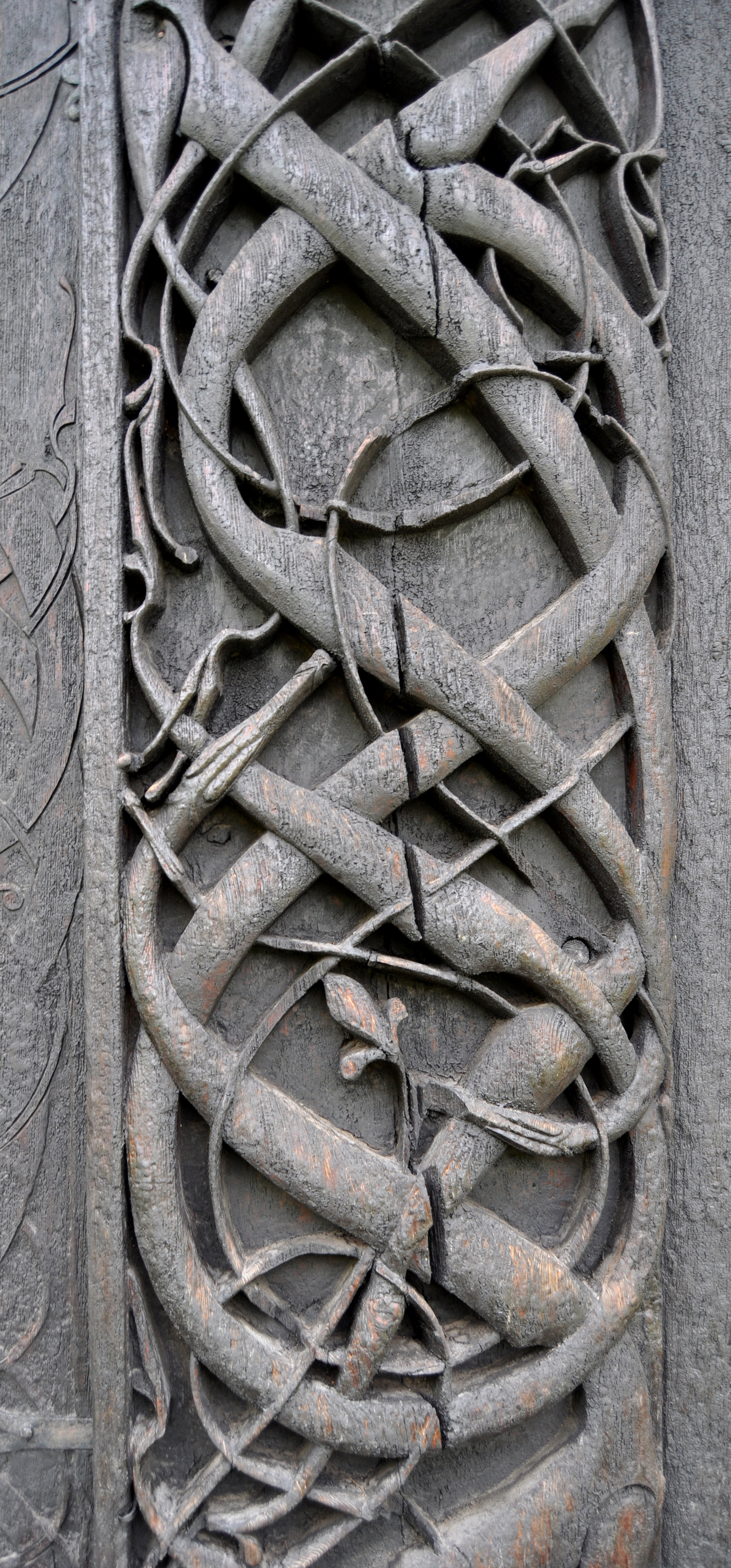
Schnitzkunst im Urnes-Stil

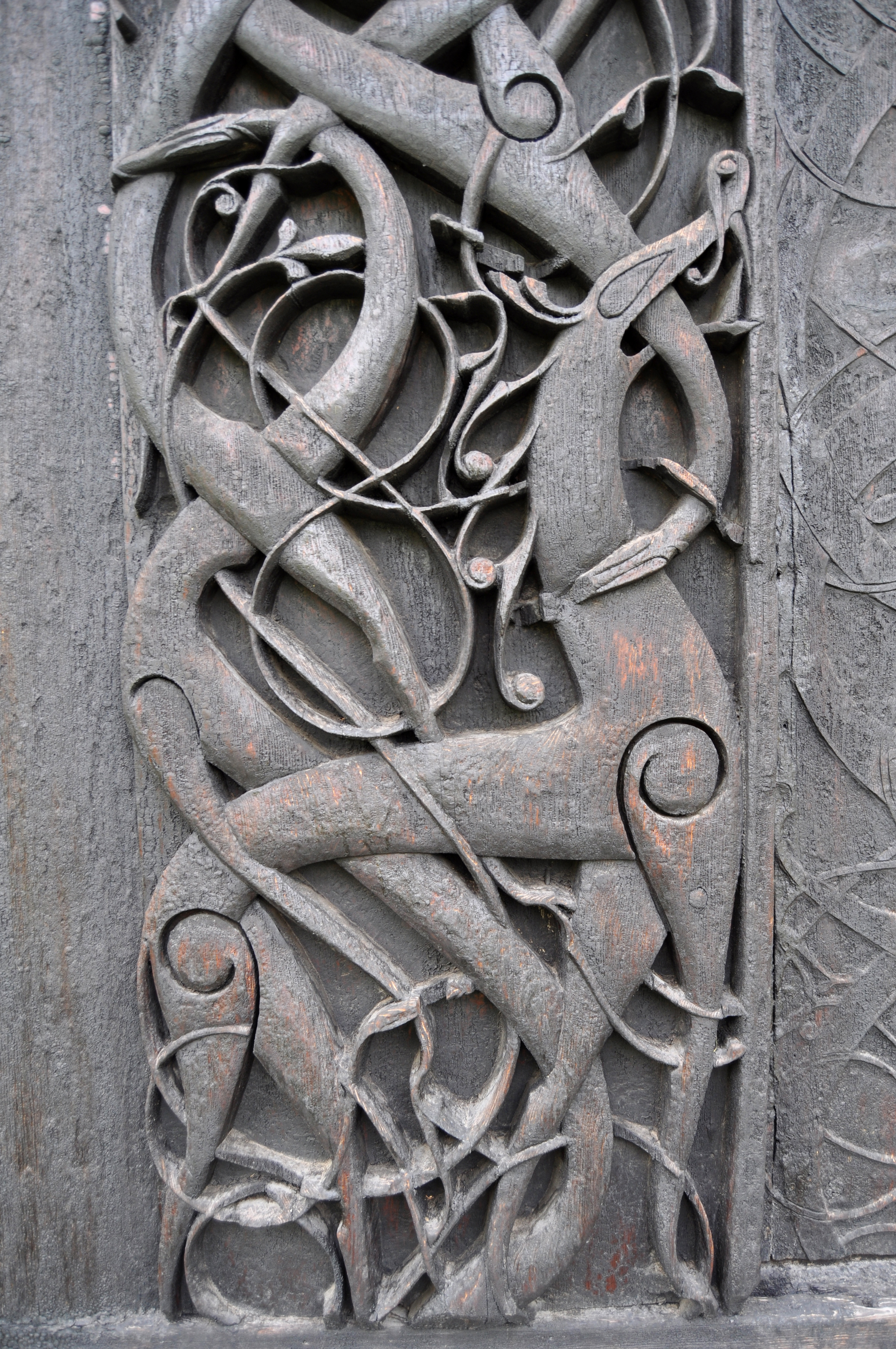
Schnitzkunst im Urnes-Stil

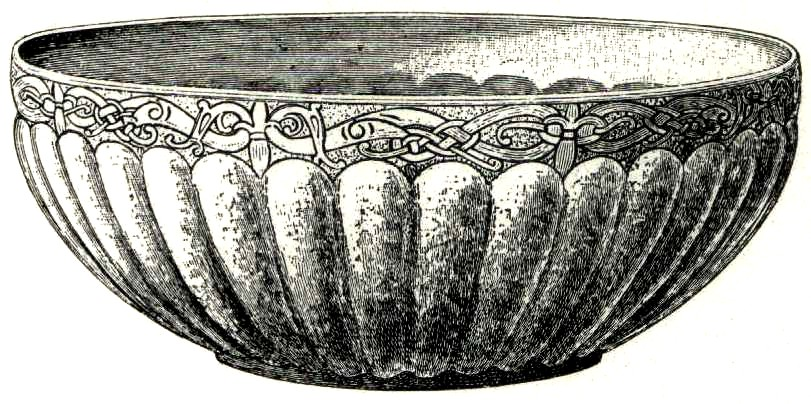
Silberschale mit vergoldetem Drachenschlingenrand von Gotland

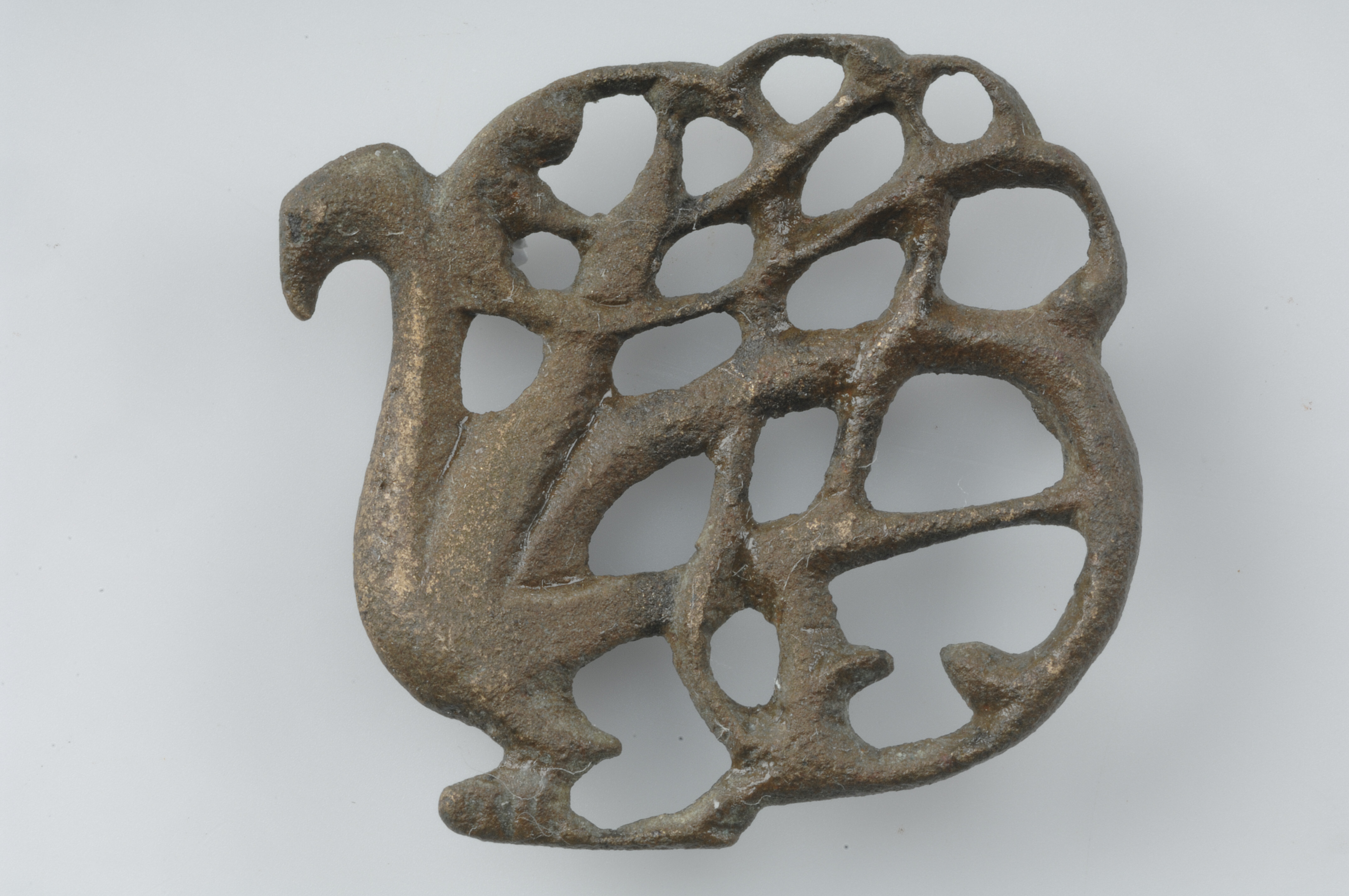
Fibel

Namensgebend für den Kunststil ist Urnes (manchmal auch Ornes), ein kleiner Ort am Ostufer des Lustrafjords, einem Seitenarm des Sognefjords in Norwegen. Der Ort ist vor allem sehenswert wegen der Stabkirche, deren Ursprung vor das Jahr 1100 zurückgeht und die als älteste Stabkirche Norwegens bezeichnet werden kann. Das erhaltene Gebäude stammt aus dem 12. und 13. Jahrhundert.
Vor allem wegen ihres reich geschnitztes Nordportals, wurde sie 1979 in die Liste des UNESCO-Weltkulturerbes aufgenommen. Sie vereinigt in sich Spuren keltischer Kunst mit Traditionen der Wikinger und Bauformen der Romanik.
Der Urnes-Stil findet sich gemeinsam mit dem Mammen-Stil und dem Ringerike-Stil unter anderem auch auf dem Teppich von Bayeux.